# Antoine-Labelle
Antoine-Labelle è una municipalità regionale di contea del Canada, localizzata nella provincia del Québec, nella regione di Laurentides.
Il suo capoluogo è Mont-Laurier.

## Suddivisioni
City e Town
- Mont-Laurier
- Rivière-Rouge

Municipalità
- Chute-Saint-Philippe
- Ferme-Neuve
- Kiamika
- Lac-des-Écorces
- Lac-du-Cerf
- Lac-Saint-Paul
- La Macaza
- L'Ascension
- Mont-Saint-Michel
- Nominingue
- Notre-Dame-de-Pontmain
- Notre-Dame-du-Laus
- Saint-Aimé-du-Lac-des-Îles
- Sainte-Anne-du-Lac

Villaggi
- Lac-Saguay

Territori non organizzati
- Baie-des-Chaloupes
- Lac-Akonapwehikan
- Lac-Bazinet
- Lac-De La Bidière
- Lac-de-la-Maison-de-Pierre
- Lac-de-la-Pomme
- Lac-Douaire
- Lac-Ernest
- Lac-Marguerite
- Lac-Oscar
- Lac-Wagwabika